# Rhapsa occidentalis
Rhapsa occidentalis là một loài bướm đêm trong họ Noctuidae.